# Thomas Ziegler (Maler)
Thomas Ziegler (Philipp Thomas Ziegler; * 22. September 1947 in Limbach; † 31. Dezember 2014 nahe Netzeband) war ein deutscher Maler.

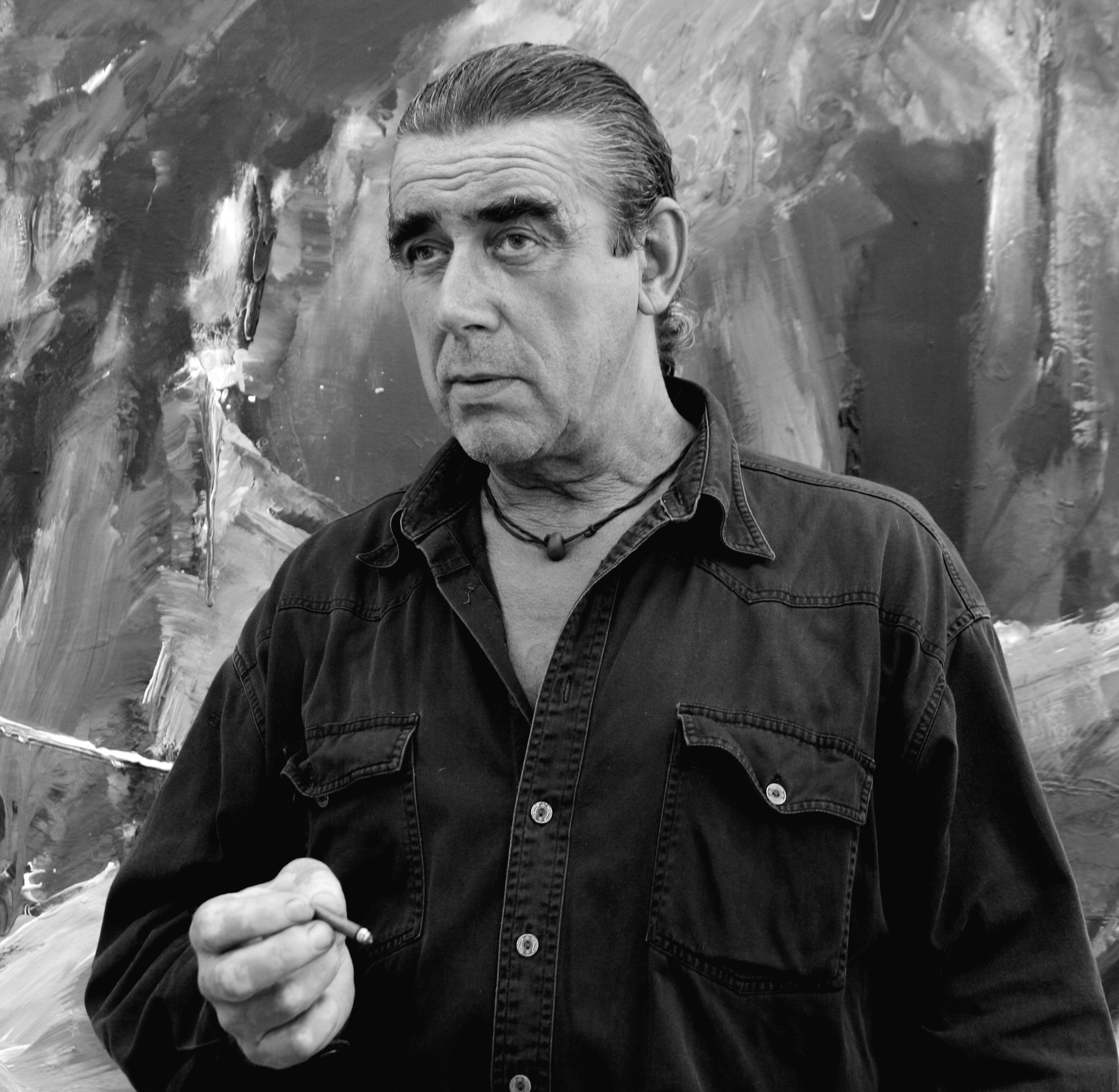
Der Maler Thomas Ziegler, 2009

## Herkunft und Ausbildung
Thomas Ziegler wuchs in einem künstlerischen und sehr konservativen, christlichen Umfeld auf. Der Vater, ein freiberuflicher Kunstmaler, entstammte einer alten Pfarrersfamilie. Ein Urgroßvater war Archidiakonus der St. Annenkirche in Annaberg-Buchholz, der andere königlich-sächsischer General. Der Großvater war Pfarrer von Limbach. Die Mutter entstammte einer Kaufmannsfamilie, die 1947 unter russischer Besatzung enteignet wurde. Er begann schon in der Kindheit zu zeichnen und zu malen. Nach dem Besuch der Grundschule in Limbach-Oberfrohna machte er das Abitur. 1966 bis 1969 studierte er Sozialpsychologie an der Friedrich-Schiller-Universität Jena. 1969 wechselte er an die Hochschule für Grafik und Buchkunst Leipzig. Auf das zweijährige Grundstudium bei Werner Tübke folgten drei Jahre Illustration und Malerei bei Rolf Kuhrt. 1974 erhielt er für drei Jahre einen Platz als Meisterschüler an der Kunsthochschule Berlin-Weißensee, bei Walter Womacka. Während dieser Zeit malte er weiter in seinem Leipziger Atelier.

## Künstlerisches Schaffen
Zieglers Stil wurde von der Leipziger Schule geprägt. Seine frühen realistischen und surrealistischen Bilder, malte er in altmeisterlicher Lasurtechnik. Parallel dazu experimentierte er mit anderen Ausdrucksmitteln: Pseudonaivität, narrative Varianten bis hin zum Bilderbogen.
1979 malte er das Bild Selbstbildnis im Leipziger Atelier, in das ein Porträt von Siqueiros montiert ist, mit seinem Ausspruch: „Der endgültige Sieg muß noch errungen werden.“. Das Bild wurde auf der XII. Biennale von Paris 1982 gezeigt, später vom Ministerium für Kultur angekauft und war bis 2013 verschollen. Heute befindet es sich im Museum für Junge Kunst Frankfurt/Oder. Zieglers Bilder führten immer wieder zu heftigen Auseinandersetzungen. Provokation fand sich in vielen seiner Bilder und gehörte zu seiner künstlerischen Auffassung.
Perestroika und Glasnost – die Veränderungen in der Sowjetunion unter Michail Gorbatschow, wirkten sich auch auf die DDR aus und ihre Funktionäre hatten eine sehr zwiespältige Meinung dazu. Einerseits Respekt vor dem großen Bruder, andererseits Angst vor gründlicher Entstalinisierung und demokratischem Sozialismus. In dieser Situation entstand Zieglers bekanntestes Werk, der Vierteiler Sowjetische Soldaten 1987. Auf zinnoberrotem Hintergrund sind mit Kohle Holzbohlen gezeichnet. Auf denen sitzen ziemlich wacklig die Soldaten, die durch eine gewollte Proportionsverschiebung etwas Jungenhaftes bekommen. Ein totaler Bruch mit der bisherigen Ikonografie des Sowjethelden. Er malte es 1986 bis 1987 im Eigenauftrag und verkaufte es an den Zentralvorstand der Gesellschaft für Deutsch-Sowjetische Freundschaft. Auf der X. Kunstausstellung in Dresden sorgte das Bild für Aufsehen. Peter Nisbet, der Kurator des Bush-Reisinger-Museums der Harvard University organisierte die erste und einzige Ausstellung von DDR-Kunst in den USA Twelve Artists from the GDR. Die DDR-Administration, die Zieglers Bild anfeindete, wie die Perestroika selbst, weigerte sich, das Bild in den USA auszustellen. Peter Nisbet bestand aber auf Zieglers Teilnahme andernfalls würde die Ausstellung platzen. Die Ausstellung kam zustande und wurde erfolgreich in verschiedenen Universitätsmuseen und -galerien der USA gezeigt. Nach der friedlichen Revolution in der DDR kam das Bild in das Kunstarchiv Beeskow.
1987 ging Ziegler für neun Monate nach Nicaragua. Unter seiner Leitung entstanden 40 Bilder für die Kinderabteilung des Hospitals Carlos Marx (heute: Hospital Alemán Nicaragüense). Er arbeitete zusammen mit der Kunsthochschule in Managua, dem Künstlerverband und dem Kulturminister Padre Ernesto Cardenal. 1988 wurde er Mitglied des Zentralvorstandes des Verbandes Bildender Künstler der DDR und Leiter des Projektes Nicaragua. Er versuchte ein Netzwerk internationaler Künstler aufzubauen. Die Arbeit wurde von der DDR-Administration erschwert, schließlich blockiert – und mit dem Zusammenbruch der DDR Geschichte. Seit seinem Nicaragua-Aufenthalt hat sich Ziegler dem Surrealismus zugewandt.
Von 1990 bis 1992 arbeitete er an einem Bilderbuch mit eigenen Texten und Zeichnungen zum Leben Friedrich Nietzsches. 1994 lernte Ziegler den Berliner Maler und Fußmannschüler Reinhard Dickel kennen und begann mit der Pleinairmalerei. Parallel entstand der Zyklus Odyssee die letzte figürliche Arbeit Zieglers.
Ab 1995 verändert er die Malhaut und das Sujet seiner Bilder: Gestische Malerei und Landschaftliches. Die meisten dieser oft großformatigen Bilder entstanden auf Rügen und sind Anmutungen von Landschaftlichem, etwas zwischen Illusion und Abstraktion. Dabei wird die Illustration von Begriffen so weit wie möglich vermieden. Es geht um Teich, Garten, Küste. Für Ziegler ist die Bildfläche eine ontologische Ebene mit strukturierenden Akteuren: Linie, Fläche, Farbe, Abstraktion, Anmutung (figurative Latenz) und Illusion, auf der sich Gesehenes und Gedachtes miteinander vermengen und Surrealität erzeugen. Schon 1988, im Katalog „Twelve Artists from the GDR“, gibt er folgendes Statement ab: „Das Bild als ontologische Ebene, auf der ‚Äußeres‘ und ‚Inneres‘ gleich sind, nur der Logik der Fläche unterworfen.“ Seit 2009 findet sich unter allen Bildern Zieglers eine weiße Unterkante und ein roter Strich, mit dem es ihm gelungen ist, diese ontologische Ebene mit ihrer Bildrealität deutlich zu machen.
Die unmittelbare Wahrnehmung malen war Zieglers Obsession der letzten Jahre. Seine Bilder sind eine Mischung aus Wahrnehmung, Phantasie, Bewusstsein, Unterbewusstsein, aus Rationalem und Prärationalem. T. Ziegler: Bilder sind auch Orte, wo sich Rationalität und Magie treffen, um ein Fest zu feiern.
Thomas Zieglers Gesamtwerk ist noch nicht erfasst. Allein im Nachlass befinden sich 260 großformatige Bilder, etwa 1000 Gouachen, 50 Skizzen- und Arbeitsbücher, Objekte, Kacheln, Installationen, 25 Graphic Novels, Briefe.

## Stationen
Bis 1979 arbeitete Thomas Ziegler in Leipzig. Er war von 1972 bis 1981 mit der Malerin Doris Ziegler verheiratet. Aus dieser Ehe ist der Sohn Martin (* 1977), hervorgegangen. 1979 zog er mit seiner zweiten Frau Carmen nach Schwerin, die er 1981 heiratete. 1987/88 arbeitete er neun Monate in Nicaragua. Nach dem Zusammenbruch der DDR, ging Ziegler 1990 nach Berlin. 2004 zog er für drei Jahre nach Rügen, anschließend nach Hamburg. Seit Oktober 2011 lebte er in Netzeband (Ortsteil von Katzow).
Zum Freundeskreis von Thomas Ziegler gehörten unter anderem der Schriftsteller Peter Brasch (1955–2001) und der Maler Tobias Ebert (1952–2010). Eng befreundet war er mit dem Moskauer Malerehepaar Nikolay Beljanow und Tamara Gudzenko und dem Maler Reinhard Dickel. Eine langjährige Brieffreundschaft verband ihn mit dem Maler Ronald Paris.

## Werke (Auswahl)
- 1976 Junges Paar (Peter Brasch und Birgitt), Staatliches Museum Schwerin
- 1979 Selbstbildnis im Leipziger Atelier, XII. Biennale de Paris, Museum für Junge Kunst Frankfurt (Oder)
- 1977 Das Fest im Freien (Öl, 175 × 125 cm; auf der VIII. Kunstausstellung der DDR)[2]
- 1979 Wo ist der Schnee vom vergangenen Jahr, XII. Biennale de Paris, Privatsammlung Jena
- 1979/89 Patientengruppe mit Fontäne, XII Biennale de Paris, Privatsammlung Jena
- 1979 Erinnerungsperspektive eines Neujahrsfestes, Museum der bildenden Künste Leipzig, Dauerleihgabe Ludwig-Institut
- 1981 Swetlana und Werner L. aus Berlin träumen von Sibirien (Mischtechnik, 180 × 150 cm; auf der IX. Kunstausstellung der DDR)[3]
- 1984/85 Lucie Hoehnl, Staatliches Museum Schwerin
- 1986/87 Sowjetische Soldaten 1987, Landessammlung Mecklenburg-Vorpommern
- 1989 Rivas, Privatsammlung, Wien
- 1990 Die Erhabenen
- 1990 Jubel hinter Sprelakat, Privatbesitz, Berlin
- 1992 F.N.-Schlaufe, Installation aus 18 Metallleitern
- 1992 Die F.N.-Schlaufe. Ernstes und Heiteres aus dem Leben des fabelhaften Friedrich Nietzsche. Ein Bilderbuch. Betrachtungen-Band 1 Friedrich-Nietzsche-Stiftung, Naumburg 2016, ISBN 978-3-9818356-0-1.
- 1994   Zyklus Odyssee, Privatsammlung, Jena
- 2006 Winterabend
- 2008 Herbst an der Elbe
- 2009 Ernte
- 2013 Wächter
- 2014 Requiem

## Auszeichnungen
- 1978 Preis Junge Kunst
- 1988 Kunstpreis der Gesellschaft für Deutsch-Sowjetische Freundschaft

## Medienbeiträge
- Joachim Hellwig: Der Maler Thomas Ziegler. Defa-Dokumentarfilm, 1988/89
- Nadine Wojcik: Verschwundene Bilder. Bernhard Heisig, Werner Tübke, Thomas Ziegler, Hartwig Ebersbach, Gerhard Richter. RBB Kulturradio 29. September 2010